# Portrait de Jacobus Blauw
Le Portrait de Jacobus Blauw est un tableau peint par Jacques-Louis David en 1795. il représente Jacobus Blauw (nl) (1759 - 1829) qui à l'époque était ministre plénipotentiaire de la république batave et chargé avec Gaspar Meyer (dont David fit aussi le portrait) de faire reconnaître la jeune République par la France. Le tableau est exposé à la National Gallery de Londres.

## Description
Sur un fond modulé de brun et vert, se détache le buste de Jacobus Blauw. Celui-ci est vu de trois quarts, la tête légèrement orientée de face, les cheveux poudrés. Il est assis sur une chaise dont on aperçoit le dossier, et est légèrement penché sur une table recouverte d'un drap de couleur verte. Sur la table, Blauw tient une tabatière de sa main gauche et un mouchoir à carreaux est posé à ses côtés ; de la main droite il écrit avec une plume d'oie sur un feuillet dont on lit son nom en entête. À l'extrême droite du tableau un encrier de verre à demi rempli d'encre est posé sur le bout de la table. Il est vêtu d'une redingote bleu foncé à quatre boutons dorés, le col bleu est un peu plus clair. Il porte en dessous un gilet de moire et un foulard blanc noué sur une chemise blanche dont les manches dépassent légèrement de la redingote. Il est assis sur une pèlerine qu'il utilise comme coussin. Le tableau est signé et daté « L.David. 4 » (pour An IV du calendrier républicain) en bas à gauche sur l'un des plis de la pèlerine.

## Provenance
Propriété du modèle et après sa mort en 1829, de ses descendants successifs jusqu'à Cornélie Clavière dernière descendante en ligne directe de Jacobus Blauw et épouse de Jules Chevrier artiste peintre, mécène et collectionneur. À la suite de litiges dans le partages des biens de Jules Chevrier par ses héritiers, le tableau fut l'objet d'une bataille juridique opposant la dernière détentrice du tableau Henriette-Georges Gruère et d'autres descendants de Chevrier. Le 14 décembre 1968 celle-ci en fit don au musée des beaux-arts de Dijon sous réserve d'usufruit, mais les autres héritiers s'opposèrent à ce don et le vendirent à la galerie Wildenstein. S'ensuivit un procès entre les différents membres de la famille, dont la branche cadette contestait la vente sous le motif de l'indivision du bien. Le tribunal de Chalon-sur Saône les débouta, et la transaction fut validée. Cependant le tableau fut bloqué par les douanes et interdit d'exportation, il fut mis sous séquestre au Louvre. Après plusieurs refus de sorties, la galerie Wildenstein obtient la licence d'exportation en 1984. Le tableau fut vendu à la National Gallery de Londres en juin 1984 pour 1,5 million de livres sterling,.

## Style
Le style du portrait est caractéristique des portraits de la période révolutionnaire de David, notamment par son traitement des fonds brossés et unis.